# Sandra Buchenroth
Sandra Buchenroth ist eine ehemalige deutsche Basketballspielerin.

## Laufbahn
Buchenroth spielte mit dem SSC Karlsruhe in der 2. Bundesliga und ab 1992 in der ersten Damen-Basketball-Bundesliga. Allerdings verpasste sie in der Saison 1992/93 mit dem SSC den Klassenerhalt in der höchsten deutschen Spielklasse. Im Spieljahr 1994/95 trat sie mit der KuSG Leimen in der ersten Liga an, wieder blieb es bei einem Jahr in der Bundesliga. Buchenroth spielte ebenfalls bei der BSG Ludwigsburg. 2015 wurde sie mit der deutschen Auswahl Vizeweltmeisterin und 2018 Bronzemedaillengewinnerin bei der Europameisterschaft (jeweils in der Altersklasse Ü45).